# 滋賀県立水口高等学校
滋賀県立水口高等学校（しがけんりつ みなくちこうとうがっこう）は、滋賀県甲賀市水口町梅が丘に所在する公立高等学校。通称は「水高」（すいこう）。

## 設置学科
- 普通科
  - 特進 文系 ・ 特進 理系
  - 普通コース
  - 国際文化コース
  - 体育コース

## 概要
1908年（明治41年）、水口城跡に創立した滋賀県立水口農林学校が前身。 1919年（大正8年）、滋賀県立水口農林学校を廃校にした上で、滋賀県として3校目の県立中学校として、滋賀県立水口中学校が設立された。
1975年（昭和50年）、甲賀郡水口町（当時）に水口東高校が開校され甲賀高等学校から水口高等学校と校名変更された。これは「新設校（現水口東高校）が水口高校を名乗ると、本校の前身である水口農林学校・旧制水口中学校・水口高等女学校の伝統が新設校に引き継がれているかのような勘違いを生む」「甲賀高校は甲賀町（当時）所在の高校と勘違いされやすい」との同窓会からの声があがったため。しかし、変更理由の説明が不十分な上で校名変更が決定したため、生徒会執行部が抗議声明を出すなど当時の在校生などから反発が起こった。ここからは甲賀高校の名称が特に親しまれていたということが窺える。
2008年に創立100周年を迎えた。また、2009年度より鹿深祭（体育祭）と文化祭を7月に合同実施するようになった。

## 沿革

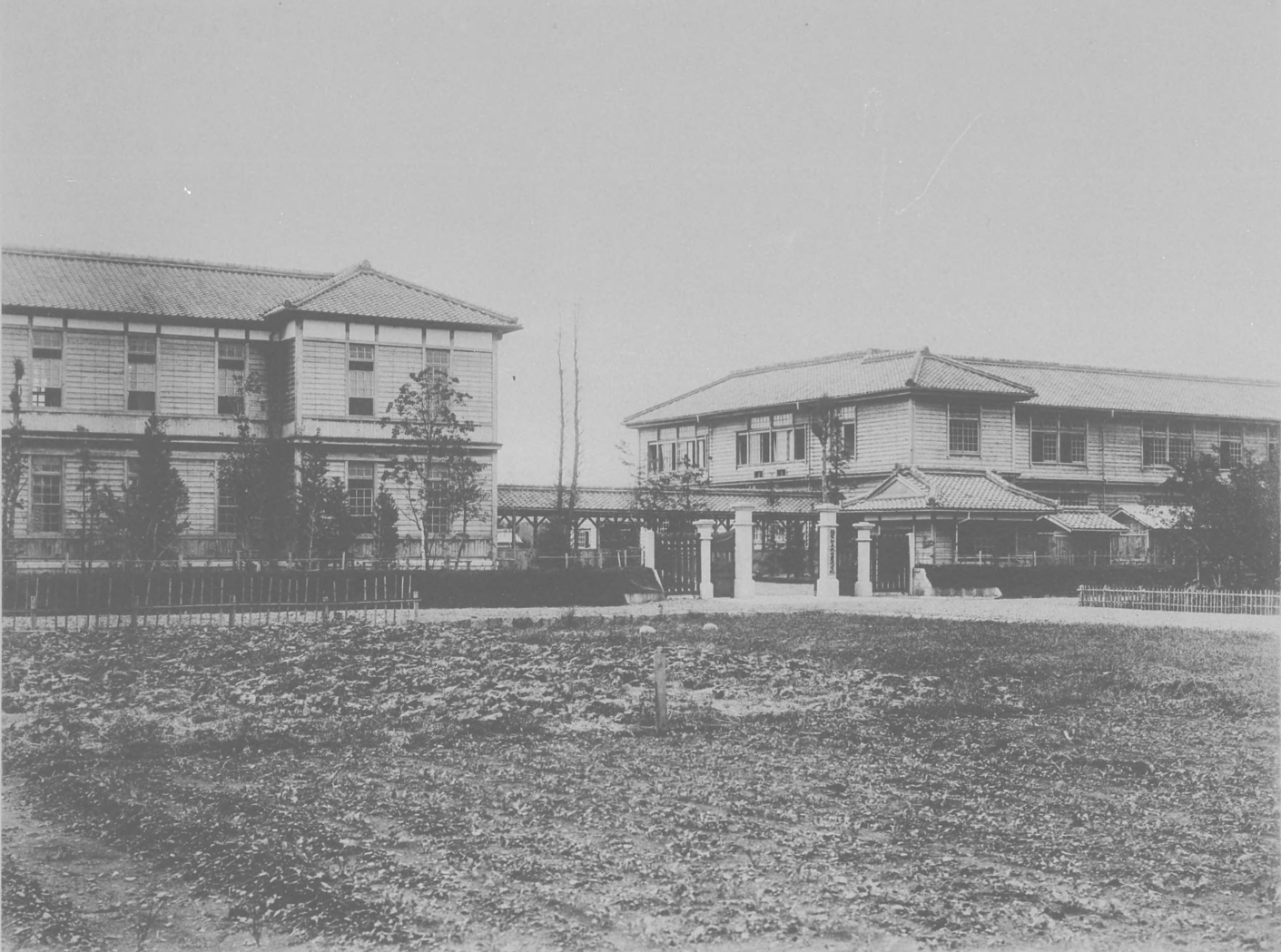
水口農林学校（1910年頃）

- 水口農林学校（1910年頃）1908年（明治41年）4月 - 滋賀県立水口農林学校創立
- 1909年（明治42年）12月27日 - 徴兵令に基づく一年志願兵の志願資格、文官任用令による判任官の任用資格をそれぞれ認定される（旧制中学校相当となる）[2]。
- 1919年（大正8年）
  - 2月27日
    - 同年4月から滋賀県立水口中学校を開校することが認可される[3]。
    - 1921年3月31日限りで滋賀県立水口農林学校を廃校することが認可される[4]。

  - 4月 - 滋賀県として3校目の県立中学校として、滋賀県立水口中学校設立（農林学校と併設）
- 1921年3月 - 滋賀県立水口農林学校廃校
- 1948年4月 - 滋賀県立甲賀高等学校開校（学制改革により滋賀県立水口中学校、同水口高等女学校、同甲南女子農学校を統合して開校）
- 1952年4月 - 滋賀県立甲賀高等学校甲南校舎分離（滋賀県立甲南高等学校となる）
- 1958年12月 - 創立50周年記念式典挙行
- 1968年11月 - 創立60周年記念式典挙行
- 1975年4月 - 滋賀県立甲賀高等学校から滋賀県立水口高等学校へと校名変更
- 1978年11月 - 創立70周年記念式典挙行
- 1988年11月 - 創立80周年記念式典挙行
- 1994年4月 - 普通科国際コース・体育コース新設
- 1997年4月 - 国際学科国際文化科新設
- 1998年11月 - 創立90周年記念式典挙行
- 2008年11月 - 創立100周年記念式典挙行

## 校歌
- 石澤澈作詞／中瀬古和作曲

## 部活動
運動部
- 射撃部
- レスリング部
- 弓道部
- 剣道部
- 空手道部
- 馬術部
- ワンダーフォーゲル部
- 水泳部
- 陸上競技部
- 硬式野球部
- サッカー部
- ソフトボール部
- ソフトテニス部
- バスケットボール部
- バレーボール部

文化部
- 吹奏楽部ー2014年度　関西吹奏楽コンクール小編成部門金賞
- 音楽部
- 美術部
- 書道部
- 写真部
- ESS部
- 文学部
- 茶道部
- 華道部
- サイエンス同好会
- 演劇部

## 著名な卒業生
- 岩永峯一 - 衆議院議員、農林水産大臣
- 奥村展三 - 衆議院議員
- 中村龍平 - 陸軍軍人、陸上自衛官。第10代陸上幕僚長、第7代統合幕僚会議議長
- 西川勝彦 - 滋賀県議会議員、旧水口町長
- 今村博治 - サッカー日本代表、ヤンマーディーゼルサッカー部選手
- 鬼塚忠久 - サッカー選手
- 里内猛 - サッカー日本代表 ・ フィジカルコーチ（2003年 - ）
- 東崇史 - サッカー選手
- 宇田秀生（英語版） - パラトライアスロン選手、東京パラリンピック銀メダリスト
- 山田聡子 - 2020東京オリンピック日本代表、陸上自衛官3尉（編集時）

## 著名な教職員
- 山口正之 - 宗教学者、旧甲賀高等学校校長